# Christian Serratos
Christian Marie Serratos (Pasadena, Californië, 21 september 1990) is een Amerikaans actrice.

## Carrière
In 2006 was Serratos twee keer te zien in Zoey 101. Van 2004 tot 2007 speelde ze Suzie Crabgrass in Ned's SurvivalGids: Hoe houd ik de middelbare school vol?.
Verder had ze een gastrol in de familieserie 7th Heaven en in de jeugdserie Hannah Montana. In 2006 had ze ook een rol in de Disney Channel Original Movie Cow Belles. In 2008 speelde ze ook in Twilight de rol van Angela Weber. In de vervolgdelen van Twilight (New Moon, Eclipse, Breaking Dawn Part 1) is ze ook te zien. Van 2014 tot 2022 was ze te zien in de serie The Walking Dead, waarin ze de rol van Rosita Espinosa vertolkt.
- Biblioteca Nacional de España: XX5647992
- Gemeinsame Normdatei: 1063383471
- International Standard Name Identifier: 0000 0000 6447 6332
- Library of Congress Control Number: n2009042347
- Virtual International Authority File: 91036484
- WorldCat: E39PBJhCBW6wB4r7D87qhRBF8C